# Kholong Chhu
Der Kholong Chhu, alternative Schreibweise Kulong Chhu, ist ein etwa 66 km langer rechter Nebenfluss des Drangme Chhu im Nordosten von Bhutan.

## Flusslauf
Der Kholong Chhu entspringt im Himalaya auf einer Höhe von etwa 4200 m an der Südflanke der Garula-Kang-Gruppe im äußersten Nordosten von Bhutan. Der Kholong Chhu durchquert das Bergland im Distrikt Trashiyangtse in südlicher Richtung. Bei Flusskilometer 24 passiert der Kholong Chhu das Distriktverwaltungszentrum Trashiyangtse. Auf den unteren 20 Kilometern verengt sich das Tal. Schließlich erreicht der Kholong Chhu auf einer Höhe von etwa 820 m bei der Ortschaft Duksum den von Osten heranfließenden Drangme Chhu. Der Kholong Chhu entwässert ein Areal von etwa 1200 km². Am Oberlauf des Kholong Chhu befindet sich das Ramsar-Gebiet Bumdeling und das Wildschutzgebiet Bumdeling.

## Wasserkraftprojekt Kholongchhu
Am 12. Juni 2015 wurde Kholongchhu Hydro Energy Ltd als Joint Venture von DrukGreen (Bhutan) und SJVN (Indien) gegründet. Die Planungen für den Bau des Wasserkraftprojektes sowie erste Arbeiten wurden bis 2020 abgeschlossen. Im Jahr 2025 soll das Wasserkraftwerk in Betrieb gehen.
Etwa 15 km oberhalb der Mündung (⊙) soll eine 95 m hohe Gewichtsstaumauer aus Beton errichtet werden. Die Kronenlänge soll sich auf 165 m, die Kronenbreite auf 6 m belaufen. Der Fluss würde dadurch auf einer Länge von 1,4 km aufgestaut werden. Das Stauvolumen wäre 2,9 Mio. m³. Das Wasser würde am Staudamm abgeleitet werden. Über einen 15,77 km langen Tunnel mit einer Durchlasskapazität von 89 m³/s würde das Wasser durch den westlichen Talhang nach Süden geführt und anschließend über zwei Druckleitungen zum Kavernenkraftwerk gelangen. Für dieses sind vier Pelton-Turbinen zu je 150 MW vorgesehen. Etwa 2 km  unterhalb des Kraftwerks würde das Wasser etwa 5 km unterhalb der Mündung des Kholong Chhu in den Drangme Chhu gelangen. Das angenommene jährliche Regelarbeitsvermögen liegt bei etwa 2500 GWh.